# Powiat Garmisch-Partenkirchen
Powiat Garmisch-Partenkirchen (niem. Landkreis Garmisch-Partenkirchen) – powiat w Niemczech, w kraju związkowym Bawaria, w rejencji Górna Bawaria, w regionie Oberland.
Siedzibą powiatu Garmisch-Partenkirchen jest gmina targowa Garmisch-Partenkirchen.

## Podział administracyjny
W skład powiatu Garmisch-Partenkirchen wchodzą:
- trzy gminy targowe (Markt)
- 19 gmin wiejskich (Gemeinde)
- cztery wspólnoty administracyjne (Verwaltungsgemeinschaft)
- jeden obszar wolny administracyjnie (gemeindefreies Gebiet)

Gminy targowe:
| Lp. | Nazwa gminy targowej   | Ludność (31.12.2011) | Powierzchnia km² |
| --- | ---------------------- | -------------------- | ---------------- |
| 1   | Garmisch-Partenkirchen | 26.178               | 205,66           |
| 2   | Mittenwald             | 7.428                | 132,85           |
| 3   | Murnau am Staffelsee   | 12.395               | 38,05            |

Gminy wiejskie:
| Lp. | Nazwa gminy             | Ludność (31.12.2011) | Powierzchnia km² |
| --- | ----------------------- | -------------------- | ---------------- |
| 1   | Bad Bayersoien          | 1.153                | 17,65            |
| 2   | Bad Kohlgrub            | 2.551                | 32,66            |
| 3   | Eschenlohe              | 1.591                | 55,05            |
| 4   | Ettal                   | 794                  | 14,75            |
| 5   | Farchant                | 3.729                | 25,76            |
| 6   | Grainau                 | 3.544                | 49,38            |
| 7   | Großweil                | 1.463                | 22,04            |
| 8   | Krün                    | 1.950                | 36,32            |
| 9   | Oberammergau            | 5.125                | 30,06            |
| 10  | Oberau                  | 3.004                | 17,86            |
| 11  | Ohlstadt                | 3.188                | 41,17            |
| 12  | Riegsee                 | 1.163                | 20,44            |
| 13  | Saulgrub                | 1.630                | 35,49            |
| 14  | Schwaigen               | 603                  | 23,58            |
| 15  | Seehausen am Staffelsee | 2.491                | 15,71            |
| 16  | Spatzenhausen           | 752                  | 7,74             |
| 17  | Uffing am Staffelsee    | 2.985                | 43,00            |
| 18  | Unterammergau           | 1.471                | 29,99            |
| 19  | Wallgau                 | 1.400                | 33,96            |

Wspólnoty administracyjne:
| Lp. | Nazwa wspólnoty administracyjnej | Ludność (31.12.2011) | Powierzchnia km² | Liczba gmin |
| --- | -------------------------------- | -------------------- | ---------------- | ----------- |
| 1   | Ohlstadt                         | 6.845                | 141,84           | 4           |
| 2   | Saulgrub                         | 2.783                | 53,14            | 2           |
| 3   | Seehausen am Staffelsee          | 4.406                | 43,88            | 3           |
| 4   | Unterammergau                    | 2.265                | 44,68            | 2           |

Obszary wolne administracyjnie:
| Lp. | Nazwa obszaru | Ludność (31.12.2011) | Powierzchnia km² |
| --- | ------------- | -------------------- | ---------------- |
| 1   | Ettaler Forst | niezamieszkany       | 83,46            |

## Demografia
Dane o ludności z 31 grudnia 2008:
| Opis                                | Ogółem | Ogółem | Kobiety | Kobiety | Mężczyźni | Mężczyźni |
| ----------------------------------- | ------ | ------ | ------- | ------- | --------- | --------- |
| Jednostka                           | osób   | %      | osób    | %       | osób      | %         |
| Populacja                           | 86 478 | 100    | 45 043  | 52,09   | 41 435    | 47,91     |
| Wiek przedprodukcyjny (0–17 lat)    | 14 438 | 16,7   | 6994    | 8,09    | 7444      | 8,61      |
| Wiek produkcyjny (18–65 lat)        | 51 712 | 59,8   | 26 295  | 30,41   | 25 417    | 29,39     |
| Wiek poprodukcyjny (powyżej 65 lat) | 20 328 | 23,51  | 11 754  | 13,59   | 8574      | 9,91      |

## Polityka

### Kreistag
|                          |                          | 2002   | 2002    | 2002   | 2008   | 2008   | 2008   |
| miejsca                  | %                        | głosy  | miejsca | %      | głosy  |        |        |
| ------------------------ | ------------------------ | ------ | ------- | ------ | ------ | ------ | ------ |
|                          | CSU                      | 32     | 52,4%   | 22 129 | 25     | 38,5%  | 16 025 |
|                          | SPD                      | 8      | 12,7%   | 5 379  | 6      | 10,7%  | 4 445  |
|                          | Zieloni                  | -      | -       | -      | 3      | 5,3%   | 2 215  |
|                          | FW                       | 11     | 17,6%   | 7 429  | 10     | 15,6%  | 6 490  |
|                          | FWG GAP/OL               | 4      | 7,0%    | 2 974  | 3      | 5,9%   | 2 461  |
|                          | ödp                      | 4      | 7,4%    | 3 136  | 4      | 6,4%   | 2 646  |
|                          | FDP                      | 1      | 2,7%    | 1 148  | 1      | 2,9%   | 1 201  |
|                          | BP                       | -      | -       | -      | 1      | 3,0%   | 1 257  |
|                          | CSBB GAP                 | -      | -       | -      | 7      | 11,7%  | 4 869  |
|                          |                          | 60     | 100%    | 42 195 | 60     | 100%   | 41 609 |
| uprawnieni do głosowania | uprawnieni do głosowania | 66 640 | 66 640  | 66 640 | 67 547 | 67 547 | 67 547 |
| głosy ważne              | głosy ważne              | 42 195 | 42 195  | 42 195 | 41 609 | 41 609 | 41 609 |
| głosy nieważne           | głosy nieważne           | 1 842  | 1 842   | 1 842  | 2 387  | 2 387  | 2 387  |
| frekwencja               | frekwencja               | 66,1%  | 66,1%   | 66,1%  | 65,1%  | 65,1%  | 65,1%  |